# Pomas
Pomas – miejscowość i gmina we Francji, w regionie Oksytania, w departamencie Aude. Przez gminę przepływa rzeka Aude. 
Według danych na rok 1990 gminę zamieszkiwało 570 osób, a gęstość zaludnienia wynosiła 56 osób/km² (wśród 1545 gmin Langwedocji-Roussillon Pomas plasuje się na 484. miejscu pod względem liczby ludności, natomiast pod względem powierzchni na miejscu 748.).

## Zabytki
Zabytki w miejscowości posiadające status Monument historique:
- zamek w Pomas (château de Pomas)